# Campeonato Ecuatoriano de Fútbol 1980
In 1980 werd het 22ste seizoen gespeeld van de Campeonato Ecuatoriano, de hoogste voetbalklasse van Ecuador. Barcelona behaalde voor de zesde keer in de geschiedenis de landstitel en plaatste zich, net als runner-up Técnico Universitario, voor de Copa Libertadores 1981. Barcelona won de titel op basis van betere onderlinge resultaten. Topscorer werd de Argentijn Miguel Ángel Gutíerrez van CD América de Quito met 26 goals.

## Eindstand
| № | Club                  | WG | W | G | V | DV | DT | +/– | Punten  |
| - | --------------------- | -- | - | - | - | -- | -- | --- | ------- |
|   | Barcelona             | 8  | 4 | 2 | 2 | 12 | 9  | +3  | 3+10=13 |
| 2 | Técnico Universitario | 8  | 5 | 1 | 2 | 11 | 8  | +3  | 2+11=13 |
| 3 | Universidad Católica  | 8  | 2 | 4 | 2 | 12 | 9  | +3  | 3+8=11  |
| 4 | América de Quito      | 8  | 3 | 2 | 3 | 15 | 12 | +3  | 1+8=9   |
| 5 | El Nacional           | 8  | 0 | 3 | 5 | 4  | 16 | –12 | 3+3=6   |